# Заставнівський повіт

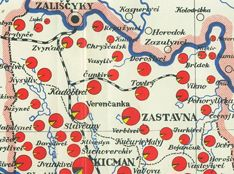
Заставнівський повіт 1910

Заставнівський повіт — адміністративна одиниця у складі Австро-Угорщини, ЗУНР і Румунії у 1905—1925 роках. Територія сучасного Заставнівського району Чернівецької області.
Адміністративний центр — місто Заставна.

## Географія
Територія становила 492,82 км². Населення — 51 407 осіб (1910).
Заставнівський повіт на заході й півночі межував з повітами Галичини — Городенківським, Заліщицьким і Борщівським, на південному заході— з Кіцманським, на півдні — з Чернівецьким, на сході — з Хотинським повітами.

## За часів Австро-Угорщини
Повіт був створений 1 жовтня 1904 р. шляхом відокремлення судового округу Заставна (створеного в 1850 р.) від Кіцманського повіту.
Повіт за переписом 1910 року налічував 29 гмін (самоврядних громад) і 30 населених пунктів. Якщо в 1900 р. населення території майбутнього повіту становило 51 502 особи, то в 1910 році тут проживало 51 263 особи. За віросповіданням: 1 684 римо-католики, 2 143 греко-католики, 34 вірмено-католики, 43 164 православні, 44 лютерани, 5 кальвіністів і 4 189 юдеї. За національністю: 2 541 німець, 11 чехів-моравців-словаків, 1 118 поляків, 47 466 українців, 65 румунів і 62 чужоземці. Євреїв здебільшого записували німцями — оскільки їдиш вважався діалектом німецької мови, також представники юдейської віри були серед зареєстрованих українцями, поляками, румунами і чужоземцями.

## Самоврядні громади на 1910 рік[3]
- Бабин
- Боянчук
- Борівці
- Брідок
- Чорний Потік
- Чуньків
- Дорошівці
- Горошівці
- Юрківці
- Кадовбівці (Кадовбище)
- Кисилів
- Хрещатик
- Кучурів Малий
- Кулівці
- Лука
- Митків
- Мосорівка
- Вікно
- Онут
- Погорилівка
- Прилипче
- Репужинці
- Самушин
- Товтри
- Василів
- Вербівці
- Веренчанка
- Заставна
- Звинячка (складається з Кострижівка і Звинячка)

## Перша світова війна
Під час Першої світової війни територія повіту в серпні 1914 р. була окупована російськими військами. Повітом керував призначений окупаційною владою намісник («начальник уезда») аж до відступу російських військ у липні 1917 р. під натиском австро-угорського війська.

## Період ЗУНР
6 листопада 1918 р. народним волевиявленням було встановлено українську владу зі входженням до Західноукраїнської Народної Республіки. Однак Румунія скористалась відведенням українських військових частин на польський фронт і ще в листопаді окупувала Буковину.

## Румунський період
Повіт (жудець) існував до укрупнення повітів у 1925 році. Відповідно до закону від 14 червня 1925 р., повіт 1 січня 1926 р. був ліквідований, а територія (разом з територіями Чернівецького і Кіцманського повітів) включена в утворений жудець Чернівці.